# Theodor Leisering
August Gottlob Theodor Leisering (* 10. Dezember 1820 in Jacobshagen im Kreis Saatzig in Hinterpommern; † 20. August 1892 in Dresden) war ein deutscher Veterinärmediziner.

## Leben
Leisering, Sohn eines Chirurgen, studierte ab 1839 Tiermedizin in Berlin und bestand 1843 die Approbationsprüfung 1. Klasse und 1844 das für Tierärzte vorgeschriebene Staatsexamen. Er war dann als Kreistierarzt für die Bezirke Usedom und Wollin tätig, doch füllte ihn diese Anstellung nicht ganz aus. Nach der Promotion an der Universität Jena 1845 wurde er Inspektor am Zoologischen Garten Berlin. Ab 1852 war er Repetitor und ab 1855 Dozent an der Tierarzneischule in Berlin. Ab 1857 lehrte er als Professor für theoretische Tierheilkunde an der Dresdner Tierarzneischule, der späteren Tierärztlichen Hochschule Dresden. 1865 erfolgte die Aufnahme in die Deutsche Akademie der Naturforscher Leopoldina. Ab 1872 war Leisering Mitherausgeber des Handbuchs der vergleichenden Anatomie der Haussäugetiere von Ernst Gurlt.

## Werke (Auswahl)
- Atlas der Anatomie des Pferdes und der übrigen Haustiere, 2 Bände, 1861/1866, 3. Auflage: 1899; englische Übersetzung: 2 Bände, 1906/1908, 2. englische Auflage: 1909.
- Der Fuß des Pferdes in Rücksicht auf Bau, Verrichtungen und Hufbeschlag (mit H. Moritz Hartmann), 1861, 14. Auflage: 1933; italienische Übersetzung: 1885, 2. italienische Auflage: 1895; englische Übersetzung: 1898.